# Číslo (mluvnice)
Číslo je gramatická kategorie jmen i sloves, která udává počet účastníků děje. U většiny jazyků (včetně češtiny) je kategorie čísla založena pouze na protikladu jednosti – mnohosti, nicméně v některých jazycích je struktura složitější. Číslo tak můžeme členit na:
- jednotné číslo (singulár),
- množné číslo (plurál),
- dvojné číslo (duál) – např. ve slovinštině, litevštině, arabštině,
- trojné číslo (triál) – např. v kreolském jazyce Tok Pisin nebo vanuatské bislamštině,
- čtverné číslo (kvartál) – např. v českém znakovém jazyku[1], marshallštině
- paukál (rozlišuje počet málo od mnoho) – např. částečně v arabštině,
- partitivní plurál (vyčleňuje několik jedinců z většího množství, např. několik ptáků z hejna),
- inkluzivní a exkluzivní plurál (tj. my i ty x my, ale bez tebe) – např. v malajštině.

Některé jazyky naopak nerozlišují ani jednotné a množné číslo, nebo jen v omezené míře – například v angličtině je druhá osoba identická pro obě čísla.

## Čeština
V češtině se rozlišuje:
- jednotné číslo
- množné číslo

V minulosti se v češtině používal také duál, z nějž se do současného jazyka dochovaly jen pozůstatky, např. označení některých párových lidských orgánů (oči, ruce), nebo číslovka dvě stě (místo dvě sta). 
Některá podstatná jména v češtině mají pouze tvar množného čísla, nazývají se pomnožná (pluralia tantum, tj. „vždy plurál“). Jsou to:
- některé části těla – záda, bedra, ústa, játra
- nemoci – příušnice, spalničky, neštovice (ale např. příjice je v čísle jednotném)
- nástroje a zařízení ze dvou nebo více částí – nůžky, kleště, vrata, brány, vidle, hrábě, váhy, sáně nebo jiná zařízení, u nichž původ množného čísla nemusí být dnes již zřejmý – dveře, kamna
- některé hudební nástroje – housle, varhany
- kalhotové druhy oblečení – kalhoty, džíny, tepláky, trenýrky, slipy, plavky,
- některé potraviny – povidla, kvasnice,
- časové pojmy, činnosti – námluvy, prázdniny, Vánoce, narozeniny, zásnuby,
- místní jména – Čechy, Poděbrady, Hustopeče, Pardubice (opět ne vždy, některé názvy zakončené -ice jsou v jednotném čísle ženského rodu).

Některá podstatná jména naopak množné číslo nemají (singularia tantum = „vždy singulár“) a používají se v jednotném čísle i k označení většího množství. Jsou to podstatná jména:
- hromadná – žactvo, lidstvo, dříví, křoví, kamení, březina, šotolina
- látková – pivo, písek, dřevo, hrách, rybíz
- abstraktní – snaha, mladost, spaní

Některá z těchto slov však v přeneseném nebo konkretizovaném významu množné číslo mít mohou – např. 3 piva (nápoje), různé snahy o zlepšení, Zlaté Písky apod.
Někdy v češtině dochází k posunům v čísle (numerálním transpozicím). Jde o:
- Mykání – jedinec o sobě mluví v množném čísle. Mykání se vyskytuje například v těchto funkcích:
  - autorský plurál (často ztotožňován s plurálem skromnosti) zejména v knihách a studiích: K tomu se ještě vrátíme, jsme přesvědčení, že….
  - majestátní plurál, který užívají vladaři a jiné osoby obdařené mocí: My, Karel IV., král český a císař římský,...
  - inkluzivní plurál (empatický plurál) vyjadřuje sounáležitost mluvčího či autora s adresátem textu (teď si umejeme ručičky, tak copak nás bolí, necháme 10 minut vařit, nyní pohovoříme o urbanismu)
- Vykání – oslovení posluchače množným číslem. Vykání existuje v mnoha jazycích a je projevem úcty k posluchači.
  - dříve se pro tento účel používalo také onikání (oslovení množným číslem ve 3. osobě)